# David Jurásek
David Jurásek (nascido em 7 de agosto de 2000) é um jogador profissional de futebol Checo, que joga no Beşiktaş, cedido pelo Benfica e na Seleção Checa de Futebol, joga como lateral esquerdo. Seus antigos clubes como sénior foram o Zbrojovka Brno, o Prostějov, o Mladá Boleslav, e o Slavia Praga.

## Carreira
Jurásek iniciou sua carreira na base do Dolní Němčí, depois mudou-se para o Slovácko e mais tarde para o Zbrojovka Brno.
Ele fez sua estreia profissional pelo Zbrojovka Brno foi num empate 0-0 contra Dukla Praga em 1 de julho de 2020. Depois dos seis jogos na Segunda Divisão Checa aparições pelo clube, assinou contrato com o SK Prostějov em julho de 2020. No SK Prostějov, fez 25 jogos na liga, e marcou três golos, assinou pelo Mladá Boleslav em julho de 2021. Em 21 de agosto de 2021, estreou na Liga Checa, numa vitória de 3-1 contra Teplice.
Em 10 de fevereiro de 2022, após um golo e duas assistências em 15 jogos da liga, assinou contrato com o Slavia Praga, até junho de 2026.
Em 10 de julho de 2023, assinou um contrato de cinco anos com o Benfica, em um acordo totalizando € 14 milhões. A sua cláusula de foi estabelecida nos €80 milhões.

## Palmarés
Benfica
- Supertaça Cândido de Oliveira: 2023